# 日ノ岡駅
日ノ岡駅（ひのおかえき）は、京都府京都市山科区にあった京阪電気鉄道京津線の停留場である。
1997年（平成9年）の京都市営地下鉄東西線開業に伴い、京津線京津三条駅 - 御陵駅間と共に廃止された。

## 歴史
- 1912年（大正元年）8月15日：京津電気軌道開業時に設置。
- 1944年（昭和19年）4月1日：廃止。
- 1953年（昭和28年）12月28日：再開業。
- 1954年（昭和29年）1月4日：安全地帯を設置。
- 1997年（平成9年）10月12日：京津線京津三条 - 御陵間廃線に伴い廃止。代替駅は御陵駅とされる。

## 停留場構造
安全地帯形式の相対式ホーム2面2線を有する停留場であった。当停留所は乗降用ステップを備えた車両しか停車できないため普通列車を除く各種別は通過した。なお、停留場を渡った三条通南側には待合用にベンチと日よけ用の屋根が整備されていたが、現在は植え込みに転用されたため停留場があった当時の面影はない。

## 利用状況
廃止前の各年度の1日平均乗車人員は以下の通りである。
| 年度               | 1日平均 乗車人員 |
| ------------------ | ---------------- |
| 1991年（平成03年） | 1,546            |
| 1992年（平成04年） | 1,471            |
| 1993年（平成05年） | 1,444            |
| 1994年（平成06年） | 1,405            |
| 1995年（平成07年） | 1,202            |
| 1996年（平成08年） | 1,227            |
| 1997年（平成09年） | 959              |

## 停留場周辺
三条通（京都府道143号線）沿いにある停留場の1つ。京阪京津線の京津三条 - 御陵間の廃線に併せて、四宮駅寄りに京都市営地下鉄東西線の御陵駅が開業した。近隣は住宅地となっているが、店舗が点在する。
- 京都市営地下鉄東西線御陵駅
- 大乗寺 - 「酔芙蓉（）の寺」と呼ばれる[1]。
- 栗原邸 - 1929年竣工、国の登録有形文化財[2]。まれに一般公開が行われる[3]。
- 三条通（京都府道143号四ノ宮四ツ塚線）
- 大石道（京都市道185号勧修寺日ノ岡線）

## 隣の停留場
京阪電気鉄道
京津線
九条山駅 - 日ノ岡駅 - 御陵駅